# Mariano Fernández Fortique
Mariano Fernández Fortique (Caracas, Venezuela, 18 de febrero de 1791-Ibídem, 11 de noviembre de 1866) fue un teólogo venezolano. Fue obispo de Guayana, al igual que senador y presidente del Congreso del Estado de Venezuela en 1847.

## Biografía
Como maestro, estuvo a cargo de la educación del escritor y poeta, Cecilio Acosta. 
Posterior a esta instalación ocurrieron los eventos del Atentado al Congreso.
En 1852 instruyó el proceso del nombramiento del arzobispo de Caracas y Venezuela, José Antonio Pérez de Velazco, canónico mercedario de Caracas, que fue elegido por el Congreso con una votación de 49 votos a favor y 6 en contra. No obstante, la propuesta fue rechazada por Roma, por irregularidades en la información presentada y por la participación previa que había tenido Pérez de Velazco en las elecciones presidenciales de 1846.